# Henryk Polaczyk
Henryk Polaczyk es un deportista polaco que compitió en piragüismo en la modalidad de eslalon. Ganó una medalla de plata en el Campeonato Europeo de Piragüismo en Eslalon de 2006, en la prueba de K1 por equipos.

## Palmarés internacional
| Campeonato Europeo | Campeonato Europeo               | Campeonato Europeo | Campeonato Europeo |
| Año                | Lugar                            | Medalla            | Competición        |
| ------------------ | -------------------------------- | ------------------ | ------------------ |
| 2006               | L'Argentière-la-Bessée (Francia) | Medalla de plata   | K1 por equipos     |